# Brigitte Somfleth

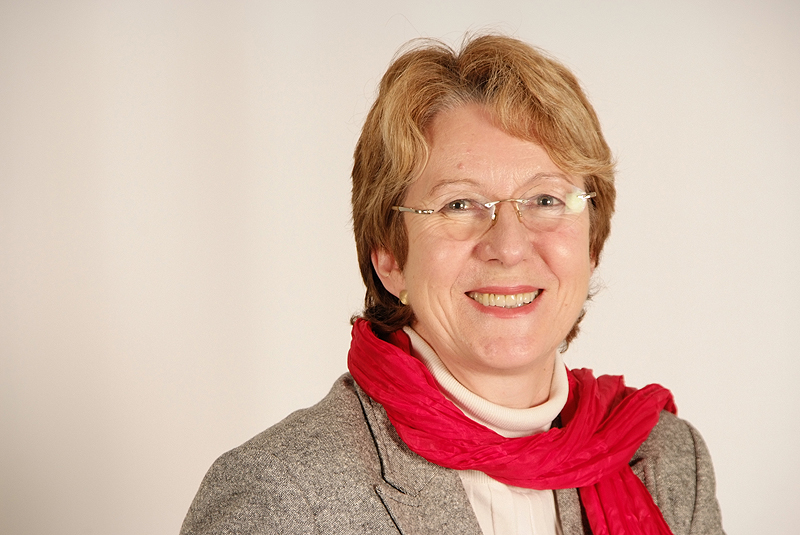
Brigitte Somfleth im November 2009

Brigitte Somfleth (* 22. März 1953 in Hitzacker (Elbe)) ist eine deutsche Politikerin (SPD). Von 1994 bis 2013 war sie Mitglied des Niedersächsischen Landtages. 
Sie ist verheiratet und hat zwei Kinder. Der ehemalige Bürgermeister von Seevetal, Günter Schwarz, ist ihr Bruder.

## Ausbildung und Beruf
Nach dem Abitur studierte Somfleth in Hamburg für das Lehramt an Volks- und Realschulen. 1978/79 arbeitete sie als Stewardess auf Handelsschiffen in der Großen Fahrt. Anschließend war sie bis 1980 an einer Hamburger Grundschule tätig. Ab 1990 war sie Mitarbeiterin im Wahlkreisbüro des Bundestagsabgeordneten Ingomar Hauchler. 

## Politik
Seit 1985 ist Somfleth Mitglied der SPD. Sie gehört dem Vorstand des Bezirks Hannover an. Seit 1986 ist sie Mitglied des Ortsrates und stellvertretende Bürgermeisterin von Meckelfeld/Klein Moor. Im Jahr 2005 wurde sie zur Ortsbürgermeisterin gewählt, dieses Amt hatte sie bis 2021 inne. Von 1987 bis 1991 und seit 2001 ist sie Ratsfrau der Gemeinde Seevetal. Zudem war sie von 1991 bis 2000 Kreistagsabgeordnete im Landkreis Harburg. Von 1994 bis 2013 war Somfleth Mitglied des Niedersächsischen Landtags; seit 2003 versah sie dort das Amt einer Schriftführerin. Neben ihrer Parteizugehörigkeit ist sie Mitglied der Gewerkschaft Erziehung und Wissenschaft, der Arbeiterwohlfahrt und der Naturfreunde.